# Lorraine-Dietrich 12 CV
Lorraine-Dietrich 12 CV ist die Bezeichnung für mehrere Pkw-Modelle von Lorraine-Dietrich in Frankreich. CV ist ein Hinweis auf Cheval fiscal, der damaligen steuerlichen Einstufung in Frankreich.

## Die Modelle im Einzelnen
- Lorraine-Dietrich A.4 von 1923 bis 1926
- Lorraine-Dietrich Type GF 4 von 1910 bis 1913
- Lorraine-Dietrich Type HF 4 von 1912 bis 1913
- Lorraine-Dietrich Type LF von 1914